# زين الأوطان (مسرحية)
زين الأوطان، مسرحية تربوية هادفة كويتية من إنتاج 2015 لشركة زين. وهي من تأليف هبة مشاري حمادة وألحان بشار الشطي.

## بطولة
- حلا الترك قامت بشخصية رعشة، عشرة.
- بشار الشطي قام بشخصية الطيار جميل .
- علي كاكولي قام بشخصية ضرير،منير.
- حمد اشكناني قام بشخصية قعيد،سعيد.
- فاطمة الصفي قامت بشخصية المعلمة زين.
- مروى بن صغير قامت بشخصية عاصفة،عاطفة.
- الشياب قاموا بدور أمان،تختخ،بريق.